# Dom van Feldkirch
De rooms-katholieke Domkerk Sint-Nicolaas (Duits: Dompfarrkirche St. Nikolaus) in de Oostenrijkse stad Feldkirch maakt deel uit van de historische binnenstad en is de belangrijkste gotische kerk van Vorarlberg. Met de stichting van het bisdom Feldkirch werd de parochiekerk op 12 augustus 1968 een kathedraal.

## Architectuur
Bij de stadsbranden van 1348, 1396 en 1460 werd het oorspronkelijke kerkgebouw zwaar getroffen. In 1478 werd de kerk onder leiding van de bouwmeester Hans Sturn van een nieuw laatgotisch kerkschip met zadeldak voorzien. In 1479 werd de in het noorden staande kerktoren voltooid. Het huidige koor ontstond rond 1520 en kreeg een lager zadeldak. De kerk wordt verder aangevuld met sacristieën en een Maria- en een doopkapel. 

## Interieur

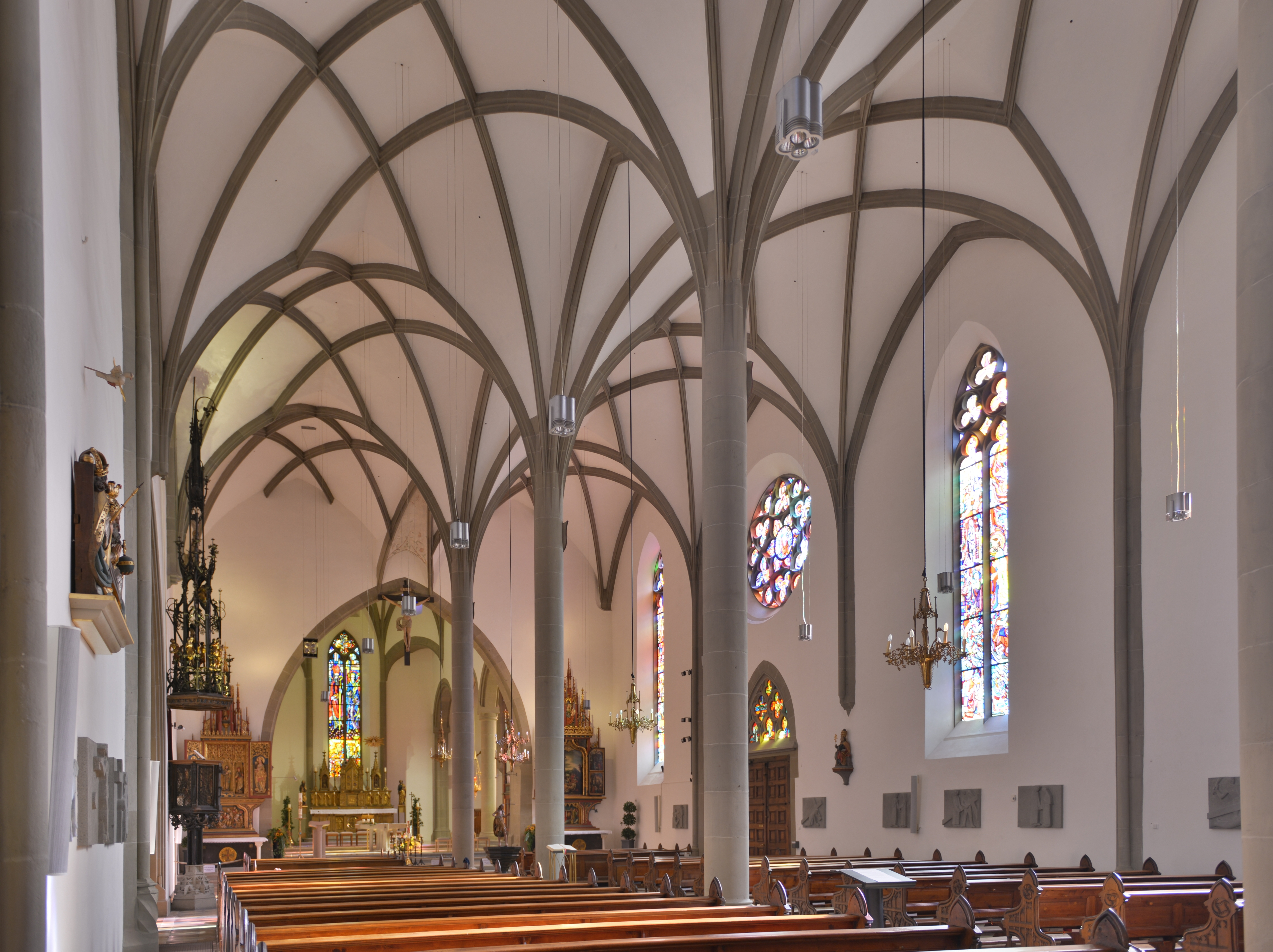
Interieur

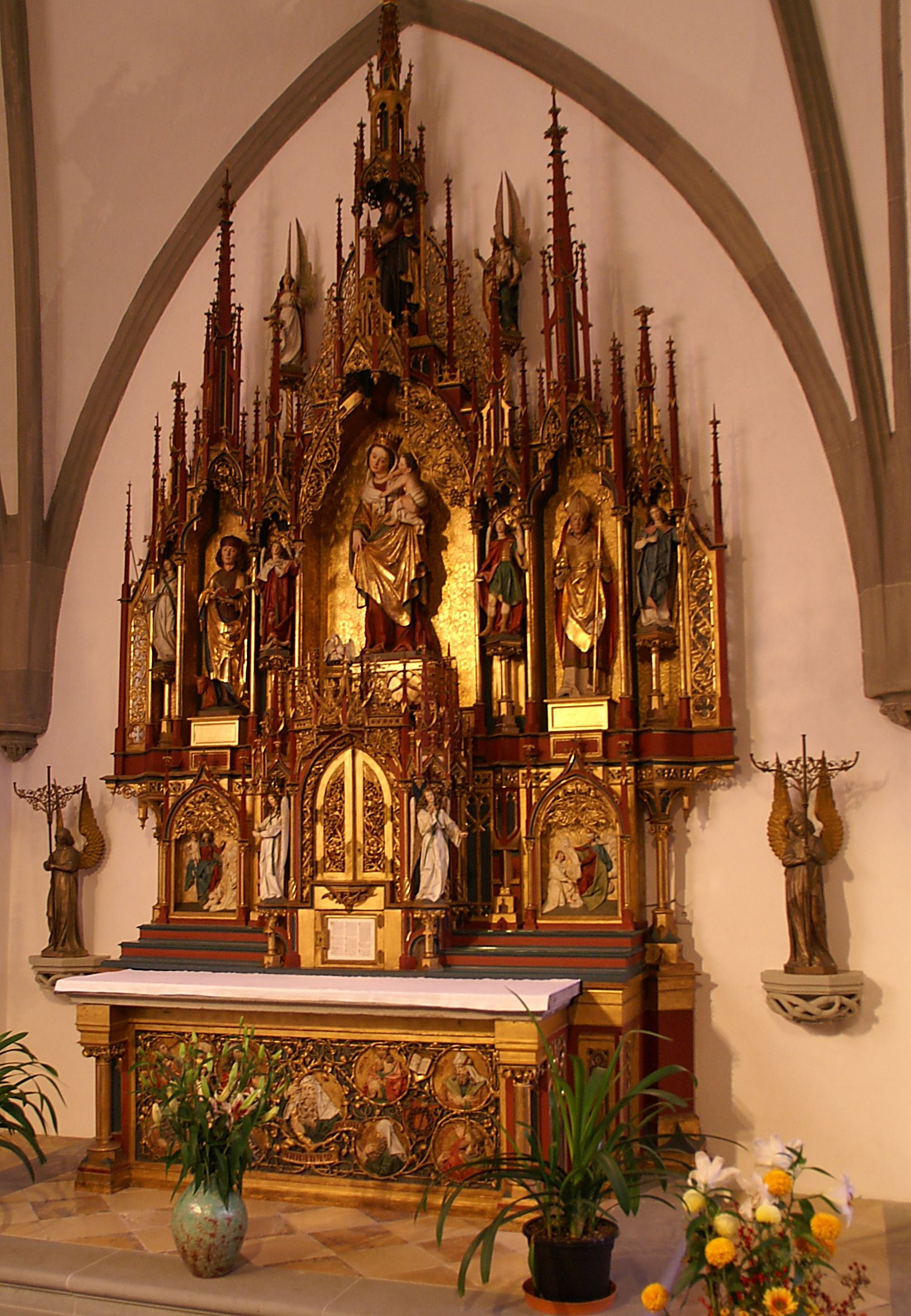
Maria-altaar

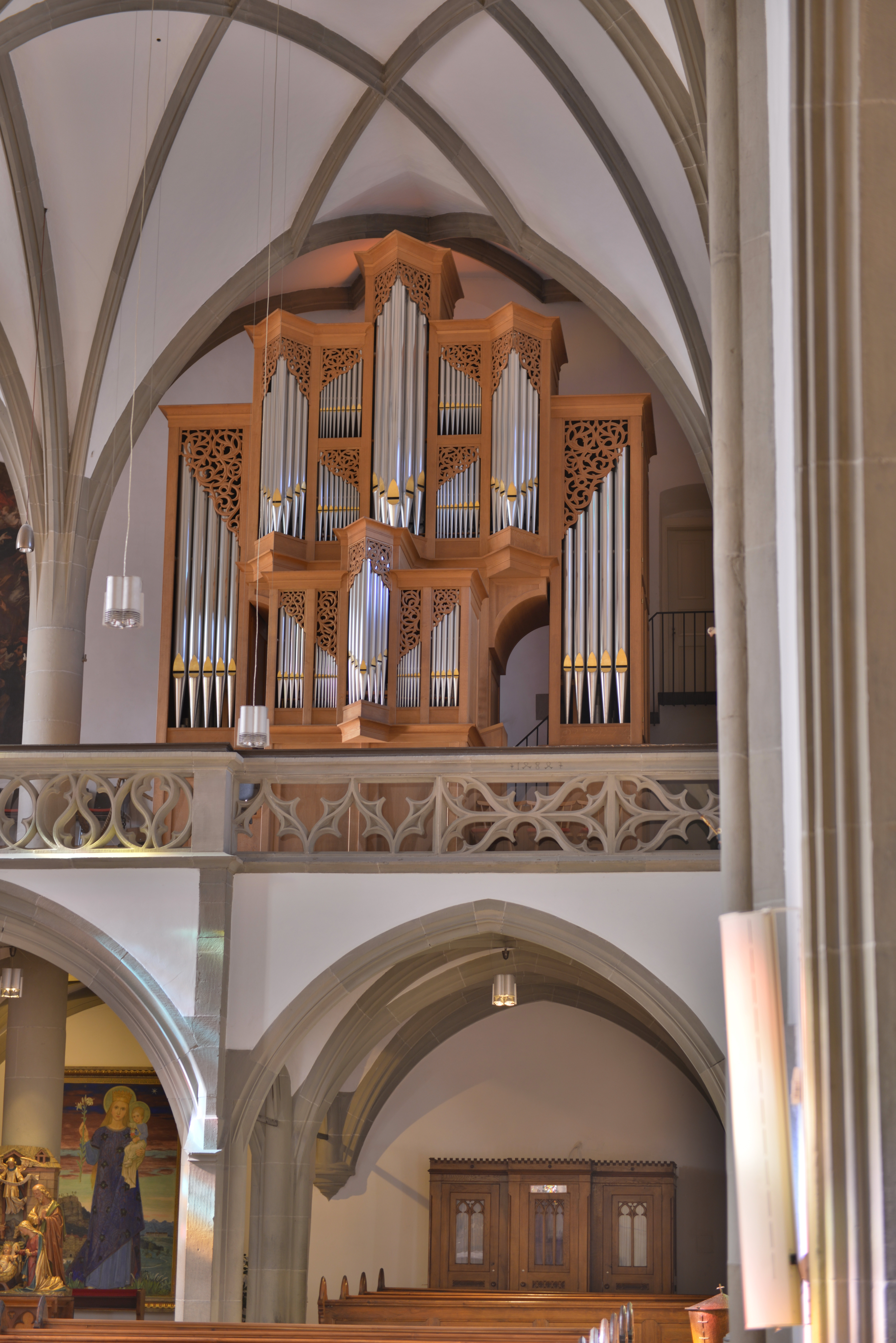
Orgel

Het hoogaltaar bestaat uit een vrijstaande mensa, het neogotische tabernakel en de daarnaast staande reliekschrijnen, die in verguld messing werden uitgevoerd. Naast het hoogaltaar staan de beelden van de beide apostelen Petrus en Paulus. Ze worden gedateerd op de 16e eeuw en stammen oorspronkelijk uit de kerk aan de Waldfriedgasse te Feldkirch (Friedhofskirche).
Het grote triomfkruis ontstond in 1523. Boven het triomfkruis zijn nog resten te zien van gotische fresco's uit 1478-1482, waarmee vroeger de gewelven geheel waren beschilderd.
De op een stenen voet staande kansel werd in 1520 uit een oudere sacramenttoren omgevormd. Op een ijzeren pijler staat de zeshoekige kanselkuip, die met steunbeertjes en bladwerkdecoratie is versierd. Het houten klankbord met vroegbarokke ornamenten werd in het midden van de 17e eeuw toegevoegd. De hoge met wimpergen en kruisbloemen versierde smeedijzeren opzet boven het klankbord behoort tot de oorspronkelijke sacramentstoren. In de opbouw bevinden zich 10 houten beelden, die de mannaoogst voorstellen.
In 1515 bestelde de Anna-broederschap bij de uit Feldkirch afkomstige hofschilder Wolf Huber het Anna-altaar. De overeenkomst waarin de bestelling wordt gedaan is in het stadsarchief bewaard gebleven en geeft uitkomst over het oorspronkelijke aanzien. Het altaar stond ooit in een zijkapel, die de Annakapel werd genoemd. Het had twee zijden, een houtgesneden kant en een beschilderde kant. Op één reliëf en het schilderij van de Bewening van Christus na ging het uit hout gesneden deel geheel verloren. Ook van het beschilderde deel waren de zijvleugels lange tijd verdwenen, totdat ze in 1953 werden herontdekt in het klooster Riedenburg. De panelen werden opgekocht door de Zwitser Emil Bührle en zijn kinderen besloten de panelen in langdurige bruikleen aan de domkerk te geven, om zo na een restauratie één kant van het Anna-altaar weer te completeren. Het grote schilderij van de Bewening werd door Wolf Huber gesigneerd en gedateerd op 1521.
Van het neogotische Jozefaltaar op de linker zijde stammen slechts de schrijn en het beeld van Sint-Jozef uit het midden van de 19e eeuw. De andere houten beelden en de laatgotische reliëfs op de zijdeuren van de heiligen Catharina en Barbara zijn laatgotisch. In de predella bevindt zich een reliëf, dat oorspronkelijk een centrale plaats in het Anna-altaar had.
Het Maria-altaar in het zijschip werd geschonken door de plaatselijke weldoenster Katharina Mutter. Het neogotische altaar toont in de middelste nis een beeld van de Moeder Gods met Kind dat uit 1420 stamt. De andere beelden van het altaar dateren uit het einde van de 15e eeuw. De drie marmeren platen in de vloer voor het altaar geven de plaats van de bisschoppelijke grafkelder aan. Het schilderij met een Kruisigingsvoorstelling aan de zijmuur boven de grafkelder van de bisschoppen werd in 1551 geschilderd.
Het Heilig Hartbeeld bij de triomfboog naast het Maria-altaar werd in 1772 geschonken. Bisschop Sigismund Waitz wijdde in 1917 voor dit beeld Vorarlberg aan het Allerheiligst Hart van Jezus.
De twee panelen (1683) op de rechter muur werd door de uit Feldkirch afkomstige schilder Leonhard Stainhauser geschilderd. In een krans van bloemen en een krans van vruchten tonen ze de Geboorte van Christus en de Vlucht uit Bethlehem.
Op de linker muur van de Mariakapel is een tweedelig messing epitaaf ingemetseld uit het eerste kwart van de 16e eeuw, dat herinnert aan de keizerlijke barbieren Ulrich en Heinrich Putsch.
Bij de Avondmaalskapel staat een oude eikenhouten biechtstoel uit het midden van de 18e eeuw. Het rococomeubilair stond ooit in de kerk van de abdij Ottobeuren. Bij de ingang naar de kapel hangt een schilderij van de Aanbidding van de Driekoningen van Johann Christoph Storer (1611-1671). In de kapel bevindt zich een Mantelmadonna, die in 1615 door Bartholomäus Storer werd geschilderd. Het reliëf van het Avondmaal is 19e-eeuws.
De ramen van de kerk werd in de jaren 1960-1961 door Martin Häusle (1903-1966) vervaardigd. Thematisch tonen de vensters in het hoofdschip en het koor de loop van de heilsgeschiedenis van de Schepping tot de voleinding van het Nieuwe Jeruzalem.

## Orgels
Het hoofdorgel werd in 1976 door Metzler Orgelbau uit het Zwitserse Dietikon gebouwd. Het sleepladen-instrument bezit 35 registers verdeeld over drie manualen en pedaal. De speel- en registertracturen zijn mechanisch. Daarnaast bezit de kerk nog een koororgel uit 1878, dat stamt van de Gebr. Mayer uit Feldkirch.